# Sépie (řád)
Sépie (řád Sepiida) jsou draví mořští hlavonožci. Patří mezi desetiramenatce, mají osm kratších ramen a dvě delší chapadla obdařená přísavkami, která používají k polapení kořisti. Schránka je uvnitř těla, přeměněná na tzv. sépiovou kost. Z výměšků sépie se získává malířské barvivo – hnědý pigment – zvaný sépie.
Mezi vědci jsou sépie často považovány za nejinteligentnějšího zástupce bezobratlých.

## Systém
řád : sépie (Sepiida):
- podřád †Vasseuriina
  - čeleď †Vasseuriidae
  - čeleď †Belosepiellidae
- podřád Sepiina
  - čeleď †Belosaepiidae
  - čeleď Sepiadariidae
  - čeleď Sepiidae – sépiovití

## Galerie

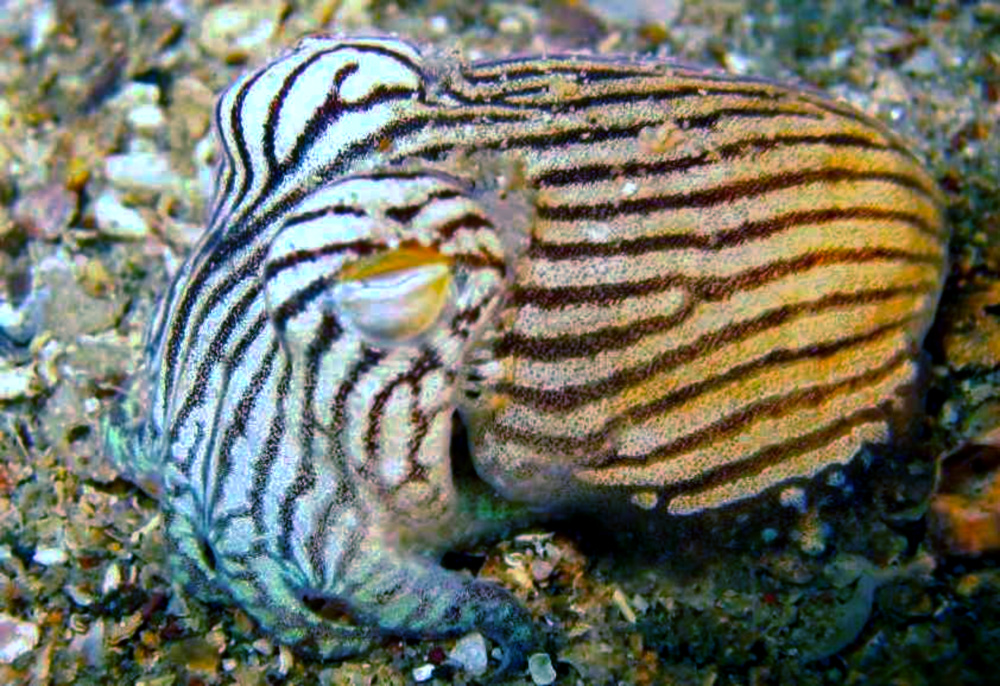
sépie proužkovaná (Sepioloidea lineolata)
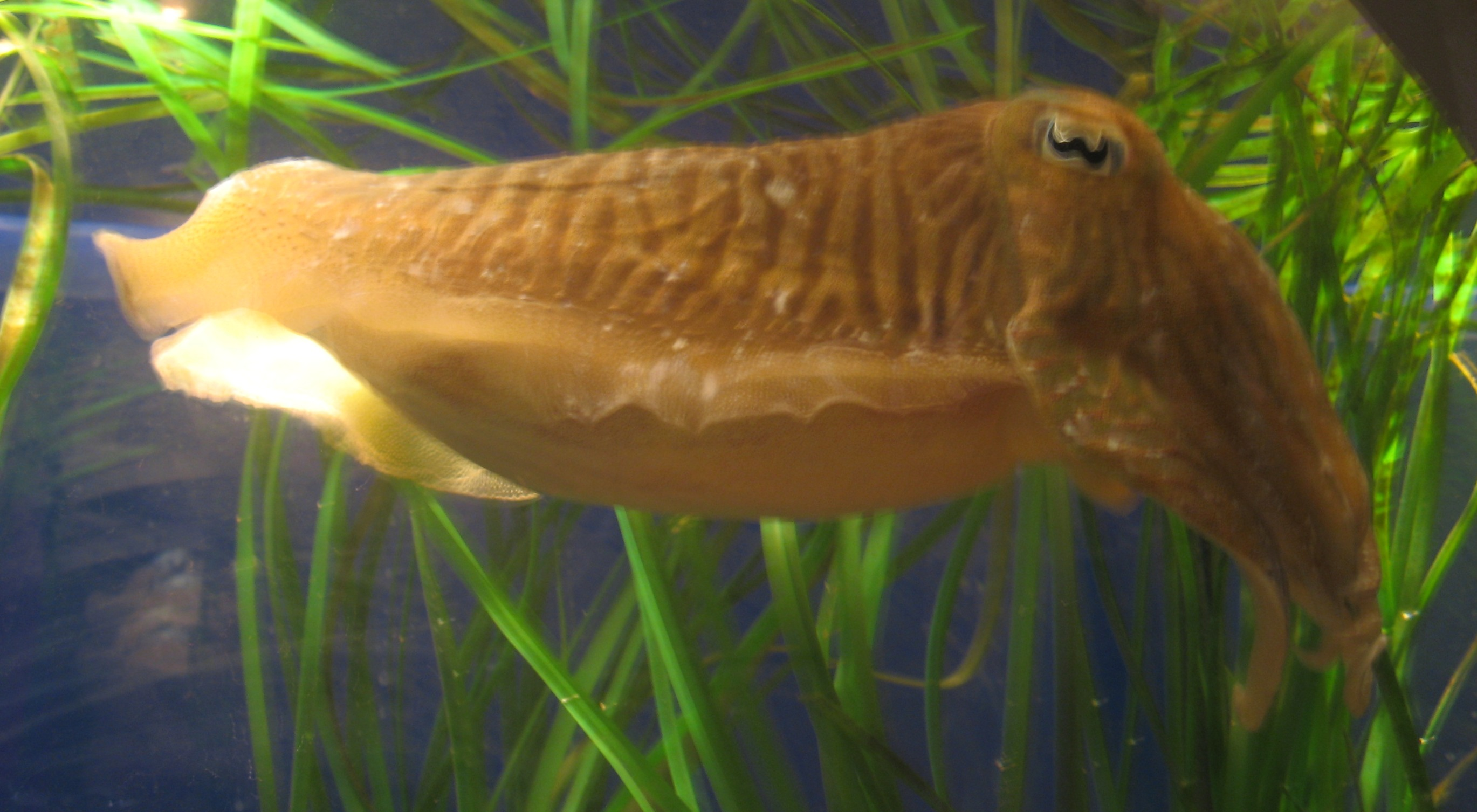
sépie obecná (Sepia officinalis)
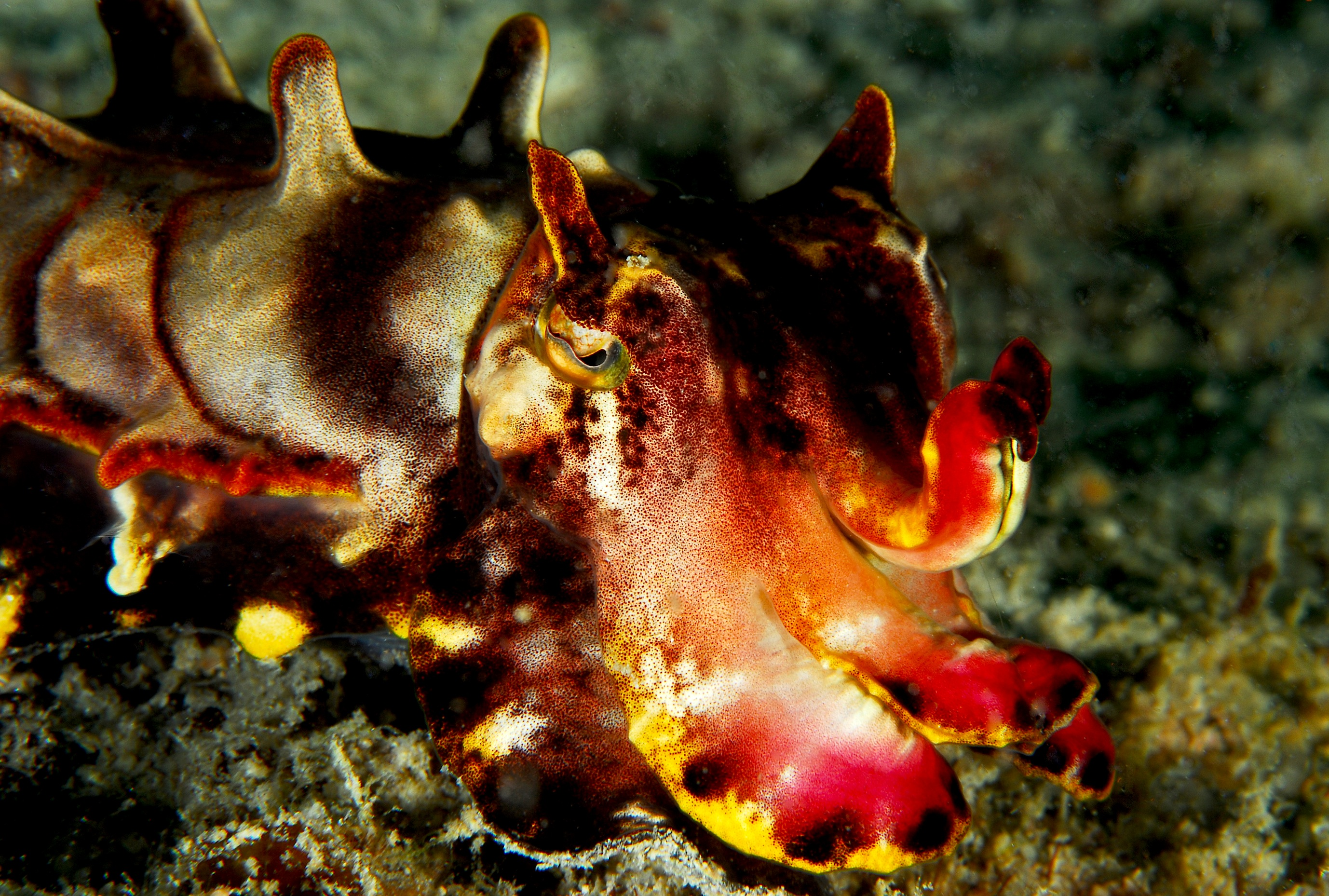
Metasepia pfefferi